# Virgen de la Caridad del Cobre
Nuestra Señora de la Caridad del Cobre, o la Virgen de la Caridad del Cobre, Caridad del Cobre o simplemente Cachita, es una de las advocaciones de la Virgen María. Es la Patrona de Cuba, este solemne nombramiento fue proclamado por el Papa Benedicto XV en el año 1916. La imagen fue coronada canónicamente por el Papa Pío XI el 30 de diciembre de 1936.  Posteriormente, en un viaje realizado por Juan Pablo II a Cuba en 1998, coronó con gran dignidad a la Virgen como Patrona de Cuba.
La imagen mariana se venera en la Basílica Santuario Nacional de Nuestra Señora de la Caridad del Cobre en Santiago de Cuba.
Benedicto XVI le otorga el 26 de marzo de 2012 la Rosa de Oro de la Cristiandad, con motivo del cuadringentésimo aniversario de la aparición de la imagen.
El Papa Francisco en su visita  a Cuba en septiembre de 2015,  y con motivo de la  conmemoración de los cien años de la consagración de Cuba a la Virgen de la Caridad del Cobre o "Cachita",  como  la  conocen  los cubanos, por parte del Papa Benedicto XV, decretó el Año Santo Excepcional de la  Misericordia.
Según recuentos de la época, su imagen apareció en 1612 o a principios del 1613, en la Bahía de Nipe, la mayor de Cuba, situada en la costa norte de la región oriental de la isla.
Fue avistada por tres esclavos: un muchacho negro de 10 años (Juan Moreno) y dos hermanos de pura sangre india (Juan y Rodrigo de Hoyos), que trabajaban como esclavos en las minas de cobre de la región. El trío ha quedado bautizado en la imaginería cubana como "los tres Juanes".
En un relato que se conserva en el Archivo de Indias de Sevilla, hecho bajo juramento eclesiástico "setenta y cinco años después del suceso", el esclavo negro Juan Moreno contó cómo ocurrieron los hechos.
Los jóvenes, que habían ido en busca de sal, divisaron la imagen de la Virgen con el Niño Jesús en brazos --la misma que hoy es objeto de veneración por los cubanos-- que se acercaba flotando en una tabla, donde podía leerse la frase "Yo soy la Virgen de la Caridad".
El santuario inicial se construyó de manera improvisada, empleando hojas de guano y tablas. Tras múltiples sucesos misteriosos ocurridos en torno a la imagen, ésta fue llevada al que sería su santuario definitivo, a poca distancia de allí, en la cima de una loma cercana a las minas de cobre.

## Historia
Según documentos antiguos que se encuentran en el Archivo General de Indias, la llegada de la imagen de la Virgen de la Caridad a las serranías de la Sierra del Cobre, en Cuba, se produjo cuando un illescano, Francisco Sánchez de Moya, capitán de artillería, recibió el 3 de mayo de 1597 un mandato del rey Felipe II para que se fuera a las minas de la Sierra del Cobre a defender aquellas costas de los ataques de piratas ingleses. 
El rey le hizo el encargo de erigir una pequeña iglesia, lugar donde soldados y mineros pudieran acudir a encomendarse y hacer sus oraciones a la venerada imagen de la Virgen de la Caridad. Antes de su partida hacia el Nuevo Mundo, éste capitán mandó tallar en Toledo una réplica de la Virgen de la Caridad, que fue la que llevó por mar hasta la isla.
La Historia se mezcla con la leyenda cuando, 75 años  después de la aparición, el único testigo sobreviviente del "milagro", ya en plena senilidad, hizo una declaración jurada donde involucra en el relato de la milagrosa aparición al propio capitán Francisco Sánchez de Moya, quien había llevado la imagen a la isla.

## Proclamación de La Virgen como Patrona de Cuba y Coronación
En 1915 los veteranos de la Guerra de Independencia escribieron al Papa Benedicto XV pidiendo que proclamara Patrona de Cuba a la Virgen de la Caridad del Cobre. El 10 de mayo de 1916, el Papa Benedicto XV declara a la Virgen Patrona de Cuba. El Papa Pío XI autorizó la coronación canónica de la sagrada imagen. Es en la mañana del 20 de diciembre de 1936, cuando se realizó la coronación por el entonces obispo de Santiago de Cuba, Monseñor Valentín Zubizarreta. 
La leyenda católica dice que dos indios, Juan de Hoyos y Juan Moreno junto a un negrito criollo, fueron a buscar sal a la Bahía de Nipe donde vieron algo que flotaba en el mar, era una tabla sobre la que había una imagen de la Virgen tallada en madera que llevaba en el brazo izquierdo al niño Jesús y, en la mano derecha, una cruz de oro. La tabla tenía una inscripción que decía: "Yo soy la Virgen de la Caridad". 
Los indios llevaron la imagen al administrador de la mina de cobre de Varajagua quien ordenó se le hiciera una ermita. Los yorubas identificaron la Virgen con Ochún porque esta oricha es la dueña del cobre y tenía fama de caritativa y misericordiosa. La Iglesia católica utilizó la imagen en cintas de raso para proteger a las parturientas en los embarazos. Ochún es también protectora de las parturientas.
En un homenaje y reconocimiento al pueblo de Cuba, durante su visita a la isla en 1998,  San  Juan Pablo II coronó y bendijo la imagen de la Patrona de Cuba durante la tercera misa que ofició en el país, celebrada en la Plaza Antonio Maceo de la ciudad de Santiago de Cuba, el 24 de enero de 1998. El Papa llamó a no olvidar nunca los grandes acontecimientos relacionados con la Caridad y recordó el lugar singular que en la misión de la Iglesia ocupa la Virgen María, de la cual el propio   San Juan Pablo II  era devoto. 
El Papa Francisco, en su visita  a la isla  caribeña, en septiembre de 2015, y con motivo de la  conmemoración de los  100 años de la consagración de Cuba a la Virgen de la Caridad del Cobre o  "Cachita" como la  conocen los cubanos, por parte del Papa Benedicto XV; decretó el Año Santo Excepcional de la Misericordia y regaló a la   Virgen un ramo de flores de plata, los cuales descansan a los pies de la venerada imagen.

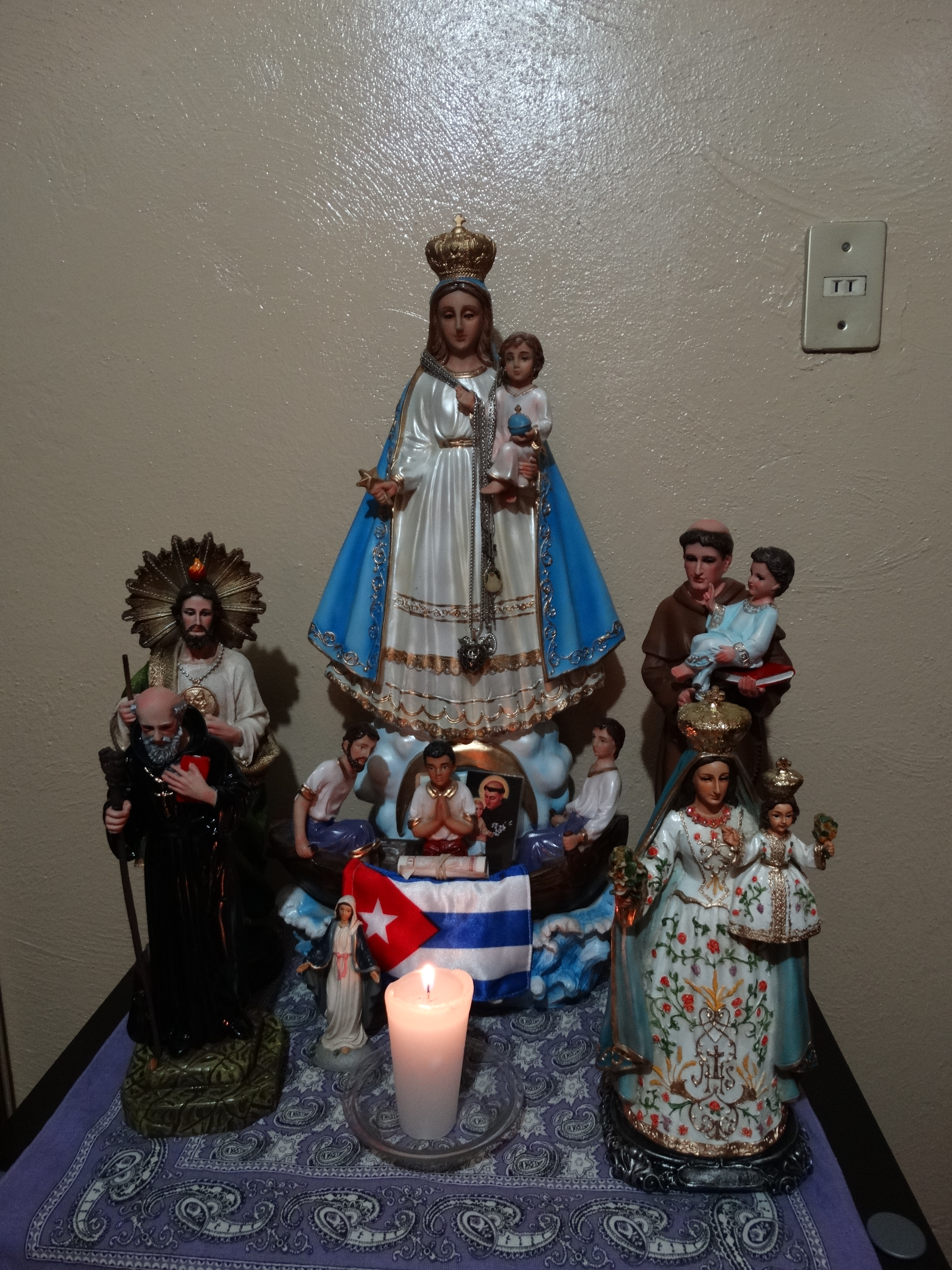
Altar de La virgen de la Caridad del Cobre acompañada de otros santos muy populares en la población Cubana.

## Devoción
Durante las guerras de independencia de Cuba iniciadas en 1868, las tropas del Ejército Libertador de Cuba manifestaban gran devoción por la Virgen de la Caridad y se encomendaban a ella. 
En la actualidad, las personas que visitan el Santuario suelen volver a sus hogares con diminutas piedras donde brilla el cobre de la mina. Se dice que quienes las poseen tanto colocadas en vasos de agua, como en bolsillos o bolsos, poseen una especial protección contra los males, pues resultan metafóricos guardianes de un futuro noble en lo personal y familiar.

## Santuario del Cobre
La Basílica Santuario Nacional de Nuestra Señora de la Caridad del Cobre es uno de los sitios religiosos más venerados por el pueblo cubano. Llegados de diferentes territorios de la nación, los fieles buscan en la Patrona de Cuba, el consuelo espiritual, la solución de sus anhelos y problemas que afectan al ser humano. Situada en El Cobre, municipio de la oriental provincia de Santiago de Cuba, en el promontorio de Santiago del Prado, posee tres naves, con una fachada principal simétrica. Su estructura central concluye en una cúpula, las naves laterales están rematadas por torres donde se enseñorean campanarios en un nivel más bajo. 
Su primer santuario en 1906 se desplomó producto de las explosiones y excavaciones en las minas. El santuario del Cobre se proclama como basílica el 22 de diciembre de 1977 por Pablo Sexto. 
El actual Santuario del Cobre, que ofrece misa cada mañana, se inauguró el 8 de septiembre de 1927 y tiene un altar de plata maciza y otros objetos ornamentales de gran valor. Debajo del Camarín de la Virgen se encuentra la denominada Capilla de los Milagros, un pequeño recinto donde los creyentes depositan disímiles ofrendas: joyas de oro y piedras preciosas, amuletos, entre otras riquezas de valores. Unas 500 personas acuden al lugar cada día. Los peregrinos se llevan consigo diminutas piedras de la mina, donde brillan las partículas de cobre y las conservan en sus casas en vasos de agua, bolsillos o bolsos, como protección contra los males o quizás como buena luz para el futuro personal y familiar. El Papa Pablo VI envió el 30 de diciembre de 1977 como delegado suyo, al cardenal Bernardin Gantin, portador de la Bula Papal, por la que se proclamó Basílica Menor al hasta entonces Santuario Nacional. 
Los veteranos de la guerra el 24 de septiembre de 1915 escriben al Papa Benedicto XV para que corone a la Virgen de la Caridad como Patrona de Cuba. El 10 de mayo de 1916 se recibe la respuesta afirmativa del Papa para que se corone la Virgen y es recién, el 24 de enero de 1998 que el Papa Juan Pablo II coronó personalmente a la Virgen de la Caridad en la Plaza Antonio Maceo de la ciudad de Santiago de Cuba. 
Se sabe que la Virgen de la Caridad ha salido de su santuario sólo en cinco ocasiones: 
- 1936 cuando fue coronada por el Arzobispo de Santiago de Cuba.
- 1952 en el Cincuentenario de la República.
- 1959 asiste al Congreso Nacional Católico en La Habana.
- 1998 es coronada por el Papa Juan Pablo II en la Plaza Antonio Maceo.
- 2012 está presente en la misa presidida por Benedicto XVI en la Plaza Antonio Maceo

En el 2011 hubo una peregrinación de la Virgen por toda la isla con motivo de la conmemoración del 400 aniversario de su aparición, aunque la imagen que en ese entonces peregrinó no fue la original que se encuentra en El Cobre, sino una imagen de La Caridad llamada La Mambisa por haber acompañado a los insurrectos en sus luchas en la manigua cubana. Esta imagen de la Virgen Mambisa se custodia en la Iglesia Santo Tomás apóstol (Santiago de Cuba).
El Premio Nobel de Literatura Ernest Hemingway, vinculado afectivamente a Cuba, entregó la medalla que le otorgaba tal distinción a la venerada Patrona. Dijo entonces que lo hacía en reconocimiento al pueblo cubano, inspirador de su obra «El viejo y el mar», por el cual recibió el máximo galardón de la literatura en Estocolmo.

## Documento donde se narra la historia del hallazgo de la imagen

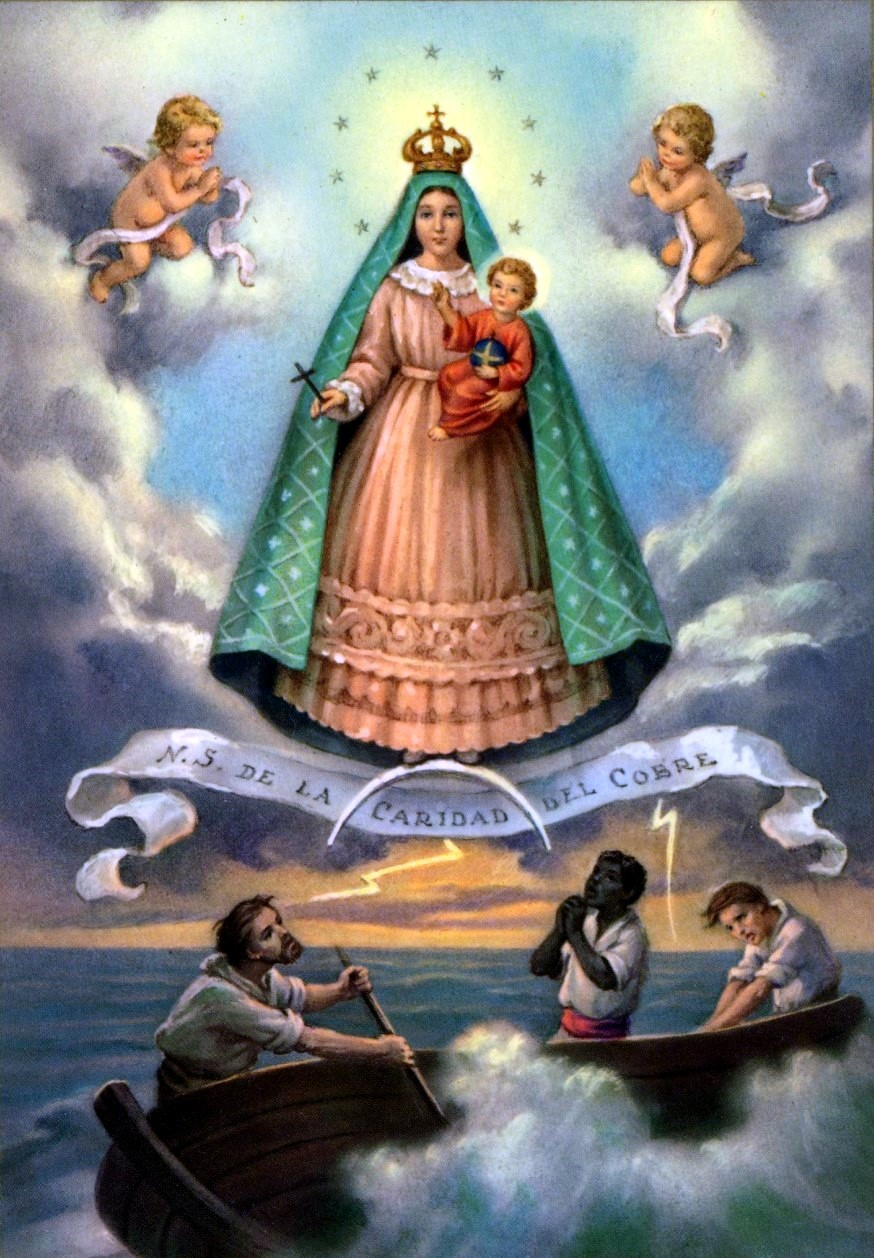
Una representación típica de la Virgen de la Caridad del Cobre: mientras que el tiempo se mejora, la Virgen aparece con rosa claro y azul puesto, el Niño Jesús tiene puesto rojo, y los tres Juanes están abajo de ellos en su bote de remos.

El documento donde se narra como "los tres Juanes" encontraron la imagen fue encontrado en el Archivo de Indias de Sevilla por el sabio cubano Leví Marrero, bajo el título Audiencia de Santo Domingo, legajo 363; esta es su transcripción: 

“En el lugar de las minas de Santiago de Prado, el día primero del mes de abril del año Mil Seiscientos Ochenta y Siete, el Señor Beneficiado Juan Ortiz Montejo de la Cámara, Cura Rector de la Parroquial de este dicho lugar, Juez Comisario, por el Señor Licenciado Don Roque de Castro Machado, Juez Oficial Provisor, y Vicario General de la Ciudad de Cuba y su Distrito, por su Señoría muy Venerables Señores Dean y Cabildo de la Santa Iglesia Catedral de dicha Ciudad, a cuyo cargo está el gobierno temporal y espiritual de este Obispado, sede vacante, (signo ilegible) para que conste de la aparición y milagros de la SS.ma Virgen María Madre de Dios y Señora Nuestra de la Caridad y Remedios, hizo parecer el Capitán Juan Moreno, del cual fue recibido juramento por Dios y una cruz, que hizo según forma de derecho, prometió decir la verdad de lo que supiere y le fuere preguntado. Se le preguntó lo siguiente:

Fuéle preguntado como se llama, de donde es natural, que edad, estado y oficio tiene. Dijo: que se llama Juan Moreno, negro esclavo, natural de este dicho lugar, y que fue Capitán de este dicho lugar, y que es de edad de ochenta y cinco años y casado. Y esto responde.
Preguntado, declare lo que sabe en razón de la aparición de Nuestra Señora de la Caridad y Remedios. Dijo que sabe este declarante que siendo de diez años de edad fue por ranchero a la Bahía de Nipe, que es en la vanda del norte de esta Isla de Cuba, en compañía de Rodrigo de Hoyos y Juan de Hoyos, que los dos eran hermanos e indios naturales, los cuales iban a coger sal y habiendo ranchado en Cayo Francés que está en medio de dicha Bahía de Nipe para con buen tiempo ir a la salina, estando una mañana la mar en calma salieron de dicho Cayo Francés antes de salir el sol los dichos, Juan y Rodrigo de Hoyos, y este declarante. Embarcados en una canoa para la dicha salina y apartados de dicho Cayo Francés, vieron una cosa blanca sobre la espuma del agua que no distinguieron lo que podría ser, y acercándose más les pareció pájaro y ramas secas. Dijeron dichos indios, parece una niña, y en estos discursos, llegados reconocieron y vieron la imagen de Nuestra Señora de la Virgen Santísima, con un Niño Jesús en los brazos sobre una tablita pequeña, y en dicha tablita unas letras grandes las cuales leyó dicho Rodrigo de Hoyos y decían: “Yo Soy la Virgen de la Caridad”, y siendo sus vestiduras de ropaje se admiraron que no estaban mojadas. Y en esto llenos de gozo y alegría, cogiendo solo tres tercios de sal se vinieron para el Hato de Barajagua donde estaba Miguel Galán, Mayoral de dicho Hato y le dijeron lo que pasaba, de haber hallado a Nuestra Señora de la Caridad. Y el dicho Mayoral muy contento y sin dilación envió luego a Antonio Angola con la noticia de dicha Señora al Capitán Don Francisco Sánchez de Moya, que administraba las minas de dicho Lugar, para que dispusiese lo que había de hacer, y mientras llegaba la noticia pusieron en la casa de vivienda de dicho Hato un altar de tablas, y en él a la Virgen Santísima, con luz encendida, y con la referida noticia, el dicho Capitán, Don Francisco Sánchez de Moya, envió orden al dicho Mayoral Miguel Galán que viese una casa en dicho hato, y que allí pusiese la Imagen de Nuestra Señora de la Caridad, y que siempre la tuviese con luz.
Y para ello le envió una lámpara de cobre y se hizo la casa cubierta de guano cercada de tablas de palma. Y puesta en su altar esta Divina Señora dicho indio Rodrigo de Hoyos cuidaba de encender la lámpara, yendo de noche a reformar dicha lámpara, no hallaba a esta Divina Señora en su altar, y dando voces dicho Rodrigo de Hoyos al Mayoral y demás personas que venían, hasta veintiuna las personas que estaban en dicho Hato de Barajagua, les decía que la Virgen Santísima no estaba en su altar. Y haciendo todas las diligencias no la hallaban en su casa. Y al otro día por la mañana, volviendo a la casa, la hallaron en su altar, los vestidos mojados. Y esto se vio por dos veces, de cuyos milagros el Mayoral Miguel Galán dio aviso al Capitán Don Francisco Sánchez de Moya, el cual, luego que tuvo la noticia, dispuso que fuese al dicho Hato de Barajagua el Padre Bonilla, religioso de San Francisco, y no se acuerda de su nombre, solo sabe y se acuerda que estaba administrando el curato de este Lugar de las Minas del Cobre, y con toda prevención de cera le despachó acompañado de toda la Infantería del Real de estas minas y mucha gente de su población para que trajese a la Virgen Santísima, como lo hizo, en unas andas en procesión y la pusieron en un altar en la Iglesia Parroquial de este lugar, donde tenían a esta Divina Señora de la Caridad mientras le hacían una ermita, y deseando fuese en parte de su santísimo agrado le encomendaron al Espíritu Santo. Y para ello le hicieron una fiesta de Misa cantada y sermón, y discurriendo hacer Santa ermita encima de una loma que llaman la cantera se vieron tres luces arriba del cerro de la mina en derecho de la fuente. Y dichas luces se aparecieron y vieron por tres noches continuas con admiración de todos, y luego se desaparecían. Y por este milagro eligieron el Lugar donde se veían las luces para la ermita y Santa Casa de esta Divina Señora de la Caridad que hoy está en dicho cerro haciendo muchos milagros con los devotos que la llaman, y muchos frecuentan esta Santa Casa, viniendo a novenas de la Ciudad de Cuba, dista cinco leguas poco más o menos, y de la villa de San Salvador del Bayamo, que dista más de treinta leguas. Preguntando, diga los milagros que han llegado a su noticia de los muchos que esta Divina Señora de la Caridad ha hecho con los que invocan su Divino favor desde que tiene su Santa Casa en el dicho cerro de la Mina hasta el presente. Dijo que son muchos los milagros que ha hecho y hace cada día esta Divina Señora, que hoy está en su Santa Casa como dos cuadras más al Oeste de donde se hizo la primera Casa sobre dicho cerro de la Mina, la cual se retiró por estar el terreno más capaz, porque en el de la primera Casa estaba muy inmediato a la mina y arriesgado. Como se vio estando el hermano de Mathias de Olivera, servía a la Virgen Santísima de la Caridad, arrimado a una cerca de palos que guarnecía la parte de la Mina a librar del peligro a los que viniesen a la primera Casa, despidió la cerca y cayó nuestro hermano Mathías de Olivera en dicha mina que es profunda, y como se ve con el riesgo de que si alguno cae parece imposible escapar con vida, y al caer estaba una mata de Magüey en aquella parte de la mina y a las voces que daba acudió la gente del Lugar y le vieron asido de una penca de Magüey de dicha mata, Y estaba llamando Virgen Santísima de la Caridad, y le sacaron echándole unas sogas de que se agarró y solo por la providencia de esta Divina Señora pudo mantenerse en dicha penca de Magüey, siendo tan pequeña, y dicho Mathías de Olivera hombre corpulento, el cual, dando muchas gracias a Nuestra Señora de la Caridad decía que así que se despidió la cerca llamo a esta divina Señora, y se halló en el aire mantenido en dicha penca de Magüey. Y supo por haberlo oído decir ha dicho hermano Mathías de Olivera y a otras muchas personas, que habiendo faltado la manteca para la lámpara, que solo había la que estaba en dicha lámpara, que era muy poca, yendo dicho hermano a reconocer dicha lámpara, la halló llena de aceite, y se vio que duró dicho aceite dos días continuos hasta que vino manteca que se estaba aguardando de fuera del lugar, y oyó decir por muy cierto y notorio en este lugar, que por dos veces halló el hermano Matías de Olivera a esta Divina Señora de la Caridad no estar en su altar y cuando venía la hallaba con todos los vestidos mojados, y oían los que estaban en el trabajo de la Mina que dicho hermano decía: ¿De donde venís Señora? ¿Cómo me dejas aquí solo? ¿ Por qué ensuciáis los vestidos si sabéis que no tenéis otros ni dineros con que comprarlos? ¿Cómo los traes mojados, de adonde venís mojada? Y que esto fue tan patente que se repartieron los vestidos en reliquia. Y en una ocasión fue tan grande la seca que hubo, que se secó el río que pasa por medio de este lugar, y la fuente que nunca se seca se secó aquella vez y pasaron mucho trabajo, yendo más de tres cuartos de legua a buscar el agua. Se dispuso hacer una rogativa a la Madre de Dios de la Caridad bajándola de su Santa Casa a la Iglesia Parroquial de este lugar y sacando a esta Divina Señora de su Santa Casa, que habría andado como dos leguas se levantó un gran viento y comenzó a llover tanto que volvieron a la Santa Casa y pusieron en su altar a la Virgen SS.ma., y en un instante creció el río y cesó la seca. Siendo muchos los milagros que esta Divina Señora hace, siendo la manteca de su lámpara general remedio para todas las dolencias. Y que por muerte del hermano Mathías de Olivera, de allí a algunos días entró el hermano Melchor de los Remedios, el cual invocaba a la Virgen SS.ma. Señora Nuestra de la Caridad y Remedios, y así le llamarían todos en todas sus necesidades y en su Santísimo Rosario que le rezan todas las tardes a coros en su Santa Casa, le invocan Virgen SS.ma. María Madre de Dios y Señora de la Caridad y Remedios. Todo lo cual es la verdad, y así lo afirma como cristiano.

Leyéndosele de verbo ad verbun esta su declaración dijo estar bien escrita y se ratificó. No firmó porque dijo no saber escribir. Fírmalo su Merced de que doy fe. El Beneficiado Juan Ortiz Montejo de la Cámara. Ante mí: Antonio González de Villarroel. Notario Mayor Público.”

## Peregrinación por la Isla en 2011
El año 2012 es el aniversario 400 del hallazgo de la imagen de la Virgen de la Caridad del Cobre. Con motivo de esta festividad religiosa, la Conferencia de Obispos Católicos de Cuba (COCC) decidió la declaración del año 2012 como Año Jubilar Mariano, año de fiesta para toda la Iglesia Católica de Cuba.
La COCC dispuso la peregrinación como preámbulo a este año de júbilo para la Iglesia católica cubana; un recorrido por todo el país de la imagen de la Virgen de la Caridad del Cobre, patrona de Cuba. La imagen utilizada fue la conocida como “La Mambisa” que es custodiada en la Iglesia Santo Tomás apóstol (Santiago de Cuba), llamada así por haber sido venerada por los cubanos que lucharon contra el colonialismo español.
La peregrinación inició el día 8 de agosto del año 2010 con un recorrido en el Oriente del país y trasladándose hacia el Occidente. La imagen fue llevada en una camioneta acondicionada para tal efecto y conducida por José Armando García Fernández, al que se le conoció como “el chofer de la Virgen”.
La imagen recorrió 29978 kilómetros a lo largo y ancho de todo el archipiélago nacional, visitando pueblos, caseríos, ciudades, escuelas, hospitales, unidades militares, prisiones, hogares maternos, capillas, conventos, etc. 
El día 17 de julio la imagen entró en la zona occidental del país al recorrer la Diócesis de Matanzas hasta el día 4 de septiembre de 2011 cuando su imagen fue entregada por Monseñor Manuel Hilario de Céspedes García-Menocal, obispo de Matanzas a Monseñor Juan de Dios Hernández, obispo auxiliar de la Arquidiócesis de La Habana. El paso de la imagen se efectuó en la comunidad de Niña Sierra. A partir de ahí recorrió brevemente El Límite, Entronque y Matadero hasta que fue llevada al poblado de Madruga donde Monseñor Juan de Dios Hernández entregó la imagen  oficialmente, y una estola a Su Eminencia el Cardenal Jaime Ortega Alamino Arzobispo de La Habana. La estola acompañó a todos los pastores durante el recorrido de la imagen e iba pasándose de unos a otros hasta su última celebración.
El día 8 de septiembre, día en que la Iglesia celebra su festividad en Cuba, la imagen se encontraba en la Villa de San Julián de Güines donde visitó los poblados de Bizarrón, Osvaldo Sánchez, Juan Borell y Roberto Rodríguez. Siendo presidida la Eucaristía por Monseñor Juan de Dios Hernández en el parque central.
El día 18 de septiembre de 2011 la imagen fue llevada en el catamarán “Río Júcaro” a la Isla de la Juventud, siendo recibida en el puerto de Gerona por cientos de personas. La imagen estuvo hasta el día 20 en la Isla, durante el primer día se celebró la Santa Misa en la plaza de Nueva Gerona, principal localidad del lugar. 
La imagen continuó su recorrido por toda la parte sur de la Arquidiócesis Habanera. Al terminar fue entregada por el Cardenal Ortega a Monseñor Jorge Enrique Serpa, Obispo de Pinar del Río el día 2 de octubre en El Blanquizal. 
En el periódico “El artemiseño” semanario del Comité Provincial del Partido Comunista de Cuba se anunció la llegada de la imagen a la zona. Al igual que se aludía a la participación de la Banda Municipal de Conciertos en su recibimiento.
El día 3 partió hacia la parroquia de Artemisa donde estuvo dos días. Luego fue recibida en Candelaria, recorriendo Cayajabos, Soroa y Las Terrazas. Después llegó a San Cristóbal y así, en los Palacios, hasta llegar el 12 de octubre a Consolación del Sur por la zona de la Herradura. Visitó el Hospital Provincial Abel Santamaría y el Hospital Pediátrico Pepe Portilla. El día 20 de octubre llegó a la comunidad de San Luis. El 21 de octubre visitó San Juan y Martínez, debiendo detenerse la imagen ante pequeños grupos de casas y escuelas rurales donde grupos de 20 niños unían sus manos, haciendo que el auto regresara para que pudieran contemplarla mejor.
El domingo 23 de octubre la imagen fue llevada hasta el Cabo de San Antonio, extremo occidental de Cuba, donde se sitúa el Faro Roncali. Al partir de allí visitó las comunidades de Guane, Mantua, Minas, Santa Lucía. En el Valle de Luis Lazo la imagen fue llevada, incluso, a casa de un laico católico que no pudo ir hasta la iglesia parroquial por lo que se decidió llevar la imagen hasta su propia casa. A continuación visitó la prisión Kilo 5. 
Durante este recorrido los artistas de Pinar del Río habían realizado en la ciudad provincial varias actividades como una Gala Cultural en el atrio de la Catedral, una Exposición de cuadros en la Casa de la Cultura y una Cantata del Coro diocesano.
El día 30 de octubre fue celebrada la Eucaristía en el Estadio Provincial Capitán San Luis, donde fue llevada la imagen por seis de los mejores peloteros de la provincia. La Misa fue concelebrada por el obispo de Pinar del Río, Mons. Jorge E. Serpa, el obispo emérito Monseñor José Siro, Monseñor Bruno Musarò, nuncio del Papa en Cuba, monseñor Juan de Dios Hernández, entre otros. La celebración fue anunciada por Monseñor Serpa en la emisora local Radio Guamá, así como por el periódico Guerrillero, órgano provincial del PCC. 
De la Santa Misa en el estadio, la imagen fue llevada hacia la parroquia del Sagrado Corazón de Jesús de Viñales, visitando Puerto Esperanza y San Cayetano. De ahí fue llevada a La Palma y Bahía Honda. 

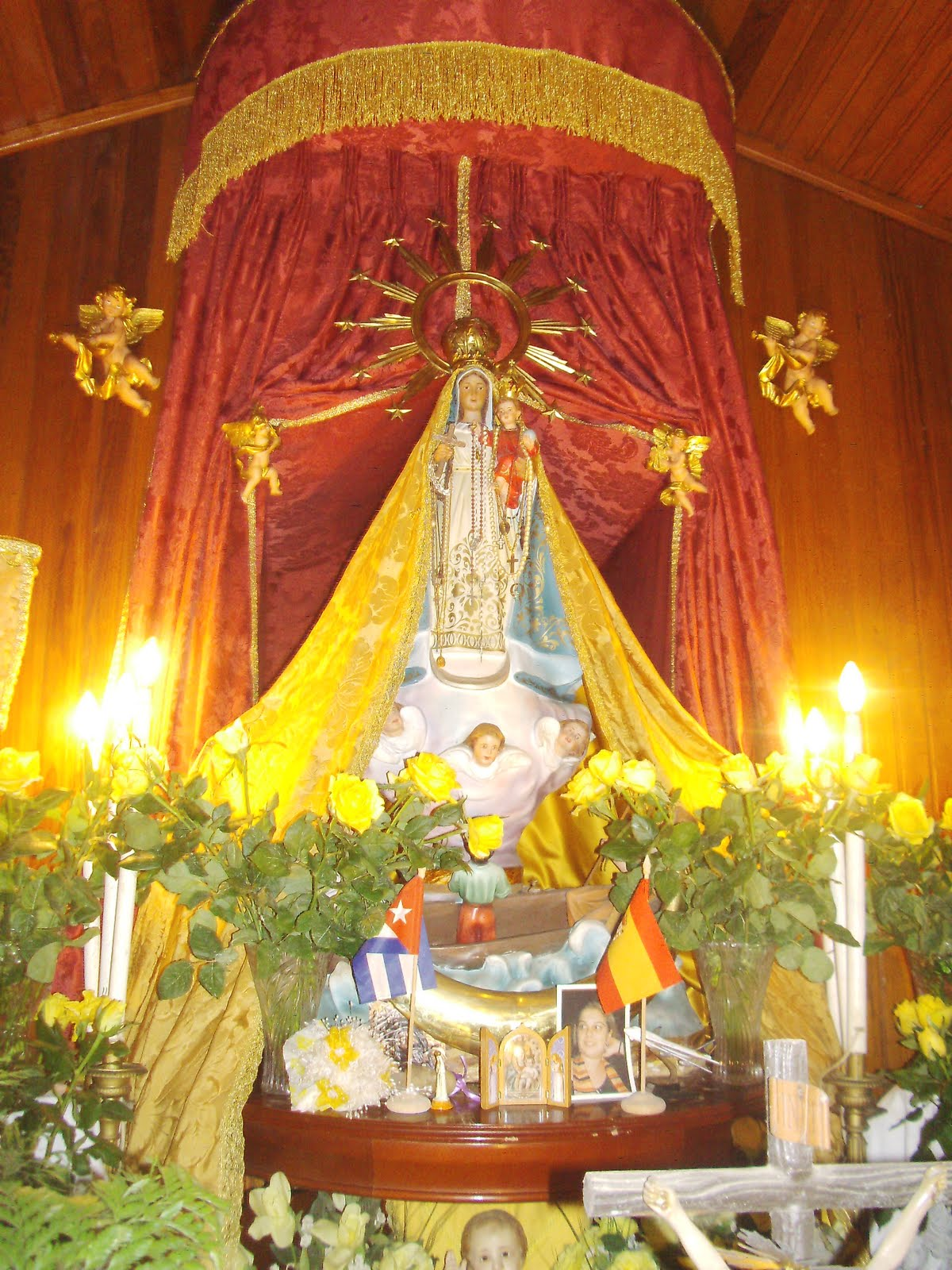
Nuestra Señora de la Caridad del Cobre venerada en la localidad de Azanos en la isla de Tenerife (España).

El 4 de noviembre de 2011 el Cardenal Ortega Alamino, en una transmisión del Canal Cubavisión de la televisión nacional, anunció la llegada de la imagen a la Arquidiócesis de La Habana.
El día 6 de noviembre por el poblado de Menelao Mora abandonó la imagen la diócesis de Pinar del Río. En Playa Baracoa fue el primer encuentro. Ese mismo día la imagen visitó la Escuela Latinoamericana de Medicina (ELAM).
La imagen visitó el Instituto de Medicina Tropical “Pedro Kourí”, donde Hermanas de la Caridad atienden a enfermos de VIH. En la comunidad de Arroyo Arenas fue despedida con la Misa de la Aurora. El día 13 de noviembre en la Avenida 124 del Municipio Marianao se concelebró una Eucaristía por Monseñor Juan de Dios Hernández, Monseñor Carlos Manuel de Céspedes García-Menocal y quien presidió el Cardenal Ortega. De ahí continuó en procesión hasta la intersección de 100 y 61 para entrar al barrio de Pogolotti.
Varias cuadras se llenaron de personas la noche del 17 de noviembre cuando la imagen recorrió la calzada del Diez de octubre, otrora Jesús del Monte. De la parroquia de Jesús del Monte partió hacia la Iglesia del Sagrado Corazón de Jesús y San Pablo de la Cruz, conocida como “Los Pasionistas”. En la intersección de las avenidas de Lacret, Dolores y Diez de octubre se incorporó el Cardenal que acompañó la imagen hasta la plaza que se encuentra ante la Iglesia de los Pasionistas, desde donde más tarde ingresó al templo.
La imagen fue trasladada desde los Pasionistas hasta una casa de religiosas teresianas en la barriada de Lawton, donde permaneció desde las 2 de la tarde del 18 de noviembre hasta las 8 de la noche donde el padre Evelio Rodríguez, entregó la imagen, en la intersección de las calles Dolores y 16 a Fray Silvano Castelli ofm conv., párroco de Santa Clara de Asís de Lawton. El Cardenal acompañó la procesión hasta la entrada del templo desde donde dirigió unas palabras a los presentes. La imagen permaneció en esta comunidad hasta el día siguiente, siendo visitada por más de 10 mil personas. Al siguiente día, luego de la Misa de la Aurora, fue entregada a la cercana Comunidad de Santa Lucía. 
El 21 de noviembre la imagen visitó el Municipio de Arroyo Naranjo tras terminar su recorrido en la Diez de octubre. El día 24 visitó el Hospital de San Juan de Dios, posteriormente La Milagrosa, San Juan Bosco, entre otros muchos. El día 30 visitó el Hospital Cardiovascular, el Hospital Oncológico-Neurológico y Fajardo. El día 1 de diciembre la imagen llegó al Convento de San Juan de Letrán en 19 e I en el Vedado, de ahí se trasladó hasta el Hospital Universitario Calixto García Íñiguez desde donde partió hacia la Escalinata de la Universidad de La Habana donde fue recibida por una multitud de universitarios, profesores y alumnos, a pesar de no poder ascender más de 11 escalones por impedirlo las autoridades universitarias. El Rector Dr. Gustavo Cobreiro, a pesar de esto, estuvo junto al Cardenal, religiosas, religiosos, seminaristas, estudiantes, profesores y los padres dominicos.
La imagen fue recibida en la Sede del Ballet Nacional de Cuba por la prima ballerina assoluta Alicia Alonso, su esposo Pedro Simón, Miguel Barnet, presidente de la Unión Nacional de Escritores y Artistas de Cuba, José María Vitier y miembros del Ballet. Alicia Alonso pidió tocar la imagen y poder palpar su rostro. 
Los días 6, 7 y 8 de diciembre la imagen de la Virgen Mambisa permaneció en la Basílica Menor de la Virgen de la Caridad del Cobre en el Municipio de Centro Habana. 
La imagen visitó en La Habana el Combinado del Este, la más grande prisión de Cuba; el Hospital Clínico Quirúrgico Joaquín Albarrán; la Prisión “El Roble”; la comunidad de Tapaste; el Cacahual, lugar donde descansan los restos del Lugarteniente General Antonio de la Caridad Maceo y Grajales y su ayudante Panchito Gómez Toro, hijo del Generalísimo Máximo Gómez Báez; el Santuario del Rincón con su leprosorio; el Wajay, la Plaza José Martí y otros muchos lugares. El día 23 de diciembre la imagen cruzó la Bahía de La Habana.
El 29 de diciembre, al sonar el cañonazo de las 9:00 p. m., en la plaza de la Catedral de La Habana se celebró una velada cultural preparada por un grupo de artistas cubanos como José María Vitier, Amaury Pérez, Carlos Varela, el grupo Compay Segundo, X Alfonso, Omara Portuondo y Augusto Enríquez.
El día 30 de diciembre de 2011 con una Solemne y multitudinaria celebración en la Avenida del Puerto culminó la peregrinación. Presidió la celebración el Cardenal Ortega y concelebraron junto a él, Monseñor Dionisio García; el resto de los obispos cubanos; monseñor Bruno Musarò, nuncio apostólico de Benedicto XVI; el arzobispo de Miami, Thomas Wenski; así como la mayoría del clero habanero. Participaron en la celebración los religiosos y religiosas, laicos y consagrados de La Habana y lugares cercanos. Las autoridades del gobierno cubano estuvieron presentes, entre ellos el vicepresidente cubano Esteban Lazo, Mercedes López Acea, el canciller cubano Bruno Rodríguez Parrilla, Homero Acosta y el Historiador de la Ciudad de La Habana Eusebio Leal Spengler. En la celebración se agradeció a José Armando, el chofer de la Virgen, por su sacrificio y el de su familia durante todo el tiempo de la Peregrinación. A la vez que se anunció el reconocimiento y aprobación por la Congregación para el Culto Divino del título de Basílica Menor a la parroquia de la Caridad de La Habana.

## Sincretismo en la santería

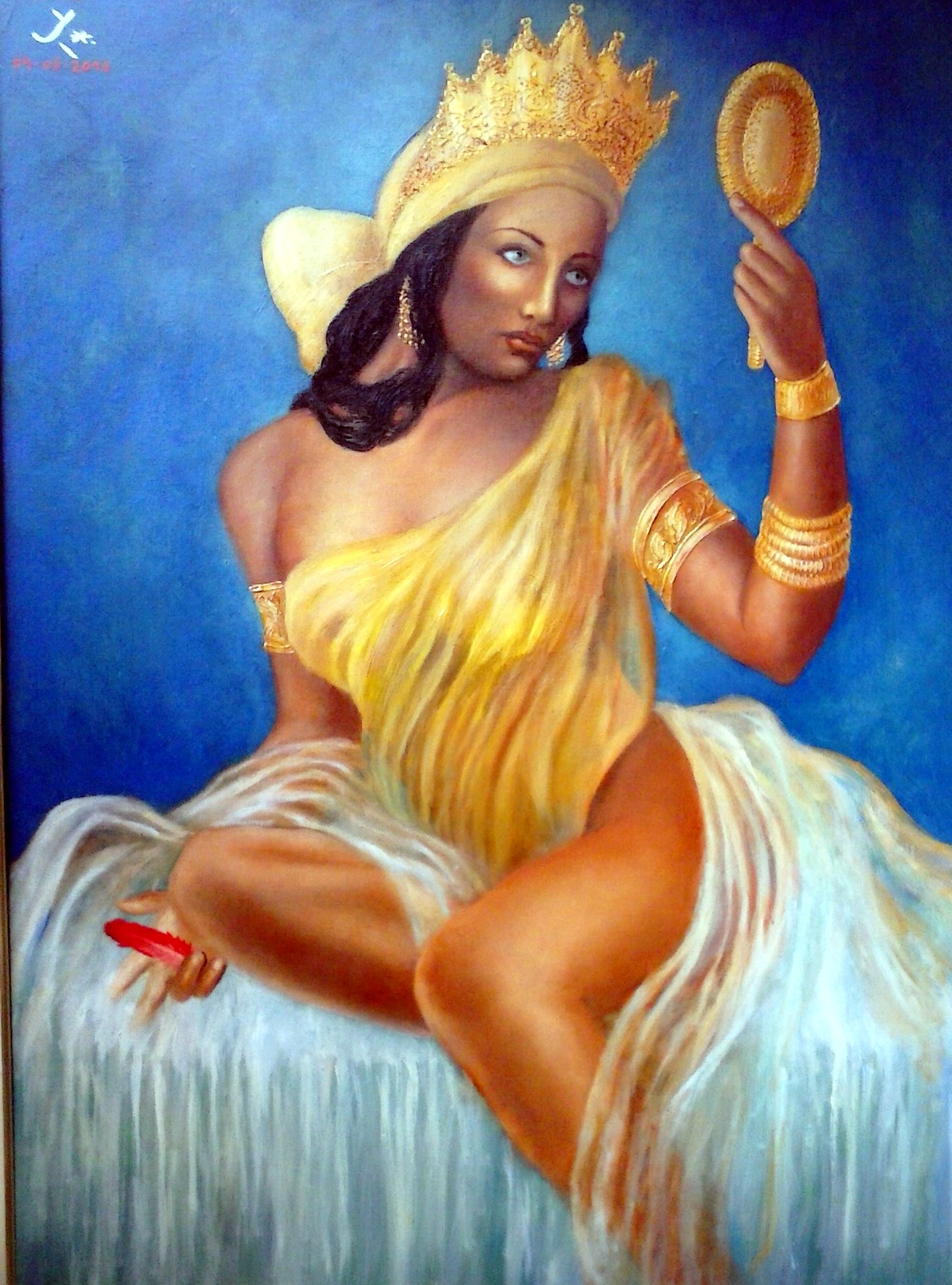
Oshun, orisha venerada en la santería. Se sincretiza con la Virgen de la Caridad del Cobre.

En el sincretismo de la religión afrocubana de origen Yoruba conocida como la santería, la Virgen de la Caridad del Cobre se asocia con la orisha Oshun, reina las aguas dulces, los arroyos, manantiales y ríos.
La fiesta de la Virgen de la Caridad del Cobre y la celebración de Oshun se celebran en Cuba el 8 de septiembre bajo un mismo festejo, con motivo de la transculturación y sincretismo religioso entre la religión católica y la yoruba que sucedió en la población cubana.